# Wilfred Agbonavbare
Wilfred Agbonavbare (Lagos, 5 ottobre 1966 – Alcalá de Henares, 27 gennaio 2015) è stato un calciatore nigeriano. Nel ruolo di portiere, ha militato in squadre sia africane che della Liga spagnola, ed ha anche fatto parte della Nazionale nigeriana, con cui, sebbene non da titolare, ha conquistato una Coppa d'Africa nel 1994.

## Carriera

### Club
Nato a Lagos, si trasferisce da giovane a Benin City, dove inizia a giocare a calcio. Debutta così nella squadra locale del New Nigeria Banks nel 1983, a 17 anni. Con questa squadra, di cui diviene presto il portiere titolare, vince uno scudetto nel 1985 e tre coppe WAFU (West Africa Football Union) consecutive, dal 1983 al 1985. Nel 1990 abbandona la sua vecchia maglia e, dopo un fugace passaggio ai BCC Lions di Gboko, si trasferisce in Europa, venendo ingaggiato dallo spagnolo Rayo Vallecano, giocando così in Segunda Division.
Insieme a questa squadra conquista la promozione al termine della stagione 1991-1992, potendo così esordire in Liga a partire dal campionato successivo; in quell'edizione prende parte complessivamente a 28 partite, aiutando la sua squadra a mantenersi nella divisione maggiore. Continua a giocare come portiere titolare del Rayo per i tre anni successivi, seguendo la squadra retrocessa in seconda divisione al termine della stagione 1993-1994 e nuovamente promossa in Liga a partire dal campionato 1995-1996.
A metà di quest'ultima stagione si trasferisce all'Écija Balompié, all'epoca in Segunda Division, con cui resta dal 1995 al 1997. Al termine di quest'anno abbandona il calcio giocato.

### Nazionale
Abgonavbare esordisce nella Nazionale nigeriana già nel 1983, partecipando, con la compagine juniores, ai Campionato mondiale di calcio Under-20 tenutosi quell'anno in Messico. In quest'occasione la squadra africana non riuscì a passare i gironi eliminatori.
Per il successivo palcoscenico internazionale Agbonavbare dovette attendere quasi dieci anni, ma nel 1994 fu tra i convocati che disputarono i Mondiali statunitensi, seppur nel ruolo di portiere di riserva alle spalle di Peter Rufai. Nello stesso anno la Nigeria, con Agbonavbare sempre panchinaro, prese anche parte alla Coppa d'Africa 1994 tenutasi in Tunisia, aggiudicandosi la vittoria.

## Dopo il ritiro
Negli ultimi anni della sua vita Agbonavbare, rimasto vedovo (la moglie infatti morì di cancro al seno), iniziò a lavorare come facchino all'aeroporto di Madrid-Barajas. La sua storia venne alla ribalta per caso, durante il programma El jefe infiltrado ("Il capo infiltrato"), in onda su La Sexta, quando un ragazzo si finse giovane mestierante da addestrare e scoprì che l'uomo da cui riceveva istruzioni era proprio l'ex calciatore.
Morì di cancro all'età di 48 anni, mentre era ricoverato all'ospedale di Alcalà de Henares.

## Riferimenti culturali
- Viene citato dagli Elio e le Storie Tese nella canzone Nessuno allo stadio, contenuta nell'album Peerla e dedicata ai mondiali di USA '94[2].

questi famosi campionati di calcio mondiali americani.»
(Elio e le Storie Tese, da Nessuno allo stadio)